# Aspazija
Aspazija, občanským jménem Elza Pliekšāneová, rodným jménem Elza Rozenbergová (16. března 1865, Jelgava – 5. listopadu 1943, Jūrmala) byla lotyšská spisovatelka.

## Život a dílo
Byla manželkou spisovatele Rainise, členka jím vedeného demokratického politického hnutí Jaunā strāva (Nový směr), později se angažovala v sociálně-demokratické straně. Její dílo bývá řazeno k pozdnímu romantismu. Jako první v pobaltské literatuře ztvárnila mravní svět moderní emancipované ženy, byla též aktivní feministkou. Jeden čas byla rovněž novinářkou, přispívala do deníku Dienas Lapa, spolu s manželem překládala Goethovo dílo do lotyštiny. Po revoluci v roce 1905 musela s manželem odejít do exilu ve Švýcarsku, ve městě Castagnola žili až do roku 1920. Poté se vrátili oba do nově vzniklého lotyšského státu, kde byli velmi aktivními organizátory kulturního a politického života. Po Rainisově smrti roku 1929 však žila Aspazija spíše v ústraní.
Jejími nejznámějšími básnickými sbírkami jsou Sarkanās puķes (Rudé květy), Dvēseles krēsla (Soumrak duše) a lyrická trilogie Saulains stūrītis (Slunečný koutek), Ziedu klēpis (Náruč kvítí) a Raganu nakts (Noc čarodějnic). Psala i veršovaná dramata: Vaidelote (Kněžka), Zaudētas tiesības (Ztracená práva), Sidraba šķidrauts (Stříbrný závoj), Aspazija.